# Folsomides croci
Folsomides croci är en urinsektsart som beskrevs av Potapov och ?E. Thibaud 2003. Folsomides croci ingår i släktet Folsomides och familjen Isotomidae. Inga underarter finns listade i Catalogue of Life.